# Into the Abyss
Into the Abyss è il settimo album di studio del gruppo melodic death metal svedese Hypocrisy, pubblicato il 15 agosto 2000 da Nuclear Blast.
Dal punto di vista stilistico l'album segnò un parziale ritorno al death metal classico, a tratti con influenze thrash.

## Tracce
- Tutte le tracce scritte da Peter Tägtgren eccetto dove indicato.

1. Legions Descend (Szöke, Tägtgren) - 3:53
2. Blinded - 4:17
3. Resurrected - 5:36
4. Unleash the Beast - 3:29
5. Digital Prophecy -	3:07
6. Fire in the Sky (Hedlund, Tägtgren) - 4:58
7. Total Eclipse (Szöke, Tägtgren) - 3:09
8. Unfold the Sorrow (Szöke, Tägtgren) - 4:27
9. Sodomized (Hedlund, Szöke, Tägtgren) - 3:18
10. Deathrow (No Regrets) - 5:46

### Bonus track (Giappone)[2]
1. Roswell 47 (demo)

## Formazione[3][4]
- Peter Tägtgren - voce, chitarra, tastiere, mastering
- Mikael Hedlund - basso
- Lars Szöke - batteria, produttore
- Hypocrisy - arrangiamenti
- Axel Jusseit - fotografia
- Thomas Everhard - artwork
- Peter In De Betou - mastering